# روكساس
روكساس هي مدينة تقع في جزيرة بيسايا الوسطى في الفلبين، وتعد عاصمة مقاطعة كابيز، تشتهر المدينة بتاريخها الثقافي الغني وتراثها الفلبيني التقليدي، وتضم العديد من المعالم التاريخية والمباني الاستعمارية القديمة.

## نبذه
تتمتع روكساس بموقع ساحلي على خليج روكساس، ما يجعلها مركزًا مهمًا للصيد البحري والنشاطات البحرية، إضافة إلى كونها نقطة انطلاق للرحلات السياحية إلى الجزر القريبة والشواطئ الرملية البيضاء. تشتهر المدينة أيضًا بمهرجاناتها السنوية وأطباقها المحلية التي تعكس التنوع الثقافي لمنطقة فيزاياس.
تُعد روكساس مدينة متقدمة من حيث البنية التحتية والخدمات، وتستقطب الزوار الباحثين عن الجمع بين الثقافة والتاريخ والطبيعة الخلابة.